# Ozieryszcze (Mińsk)
Ozieryszcze (biał. Азярышча, ros. Озерище) — dawna wieś, od 1989 dzielnica mieszkaniowa w rejonie pierszamajskim Mińska. W dzielnicy znajduje się stacja kolejowa.

## Historia
Do drugiej połowy XX wieku wieś leżała na Trakcie Staroborysowskim, w granicach wyznaczonych przez dzisiejsze Muzeum Głazów – ulicę Programistów – ulicę Franciszka Skaryny (Trakt Staroborysowski) – ulicę Russijanowa, wokół jeziora, którego pozostałości zachowały się w pobliżu szkoły ogrodniczej nr 31. Na początku XIX wieku wieś była własnością Stanisława Wańkowicza, w 1858 r. własność Edwarda Wańkowicza. W 1897 r. wieś leżała w wołoście ostrożycko-horodeckim, w powiecie mińskim guberni mińskiej, znajdowało się tutaj 10 domów, które zamieszkiwały 63 osoby. W 1880 r. we wsi powstała olejarnia. W 1917 r. było tu 13 gospodarstw, 77 mieszkańców.
W 1941 r. 12 domów, 70 mieszkańców. Po II wojnie światowej mieszkańcy wsi wyjechali, w 1964 r. na miejscu dawnej wsi nie było żadnej zabudowy. Toponim Jezieryszcze został przeniesiony na wschód od wsi do skrzyżowania Postojka, w okolicy stacji kolejowej na linii Orsza-Mińsk, w tym czasie osada się rozrastała. W 1897 r. w Postojce znajdowała się  karczmą i strażnica leśna wołostu ostrożycko-horodeckiego, 2 domy, zamieszkiwało tutaj 19 osób. W 1917 r. chutor liczył 6 domów i 36 mieszkańców.
W 1989 r. osadę włączono w granice miasta Mińska. Zmieniono nazwy niektórych ulic wsi: ul. Sowiecka i Piaseczna na ul. Gorbatowa, ul. Tołstoja na ul. Wasyla Ciepińskiego, ul. Nowa na ul. Michasia Czarota, ul. Wiśniową na ul. Założycieli, ul. Smoleńską na ul. Bezową, ul. Dworcową na ul. Słowiańską, ul. 2 Sowiecka na ul. Cienistą, ul. Nagrona na ul. Wasilkową, ul. Leśna na ul. Przyjeziorną.

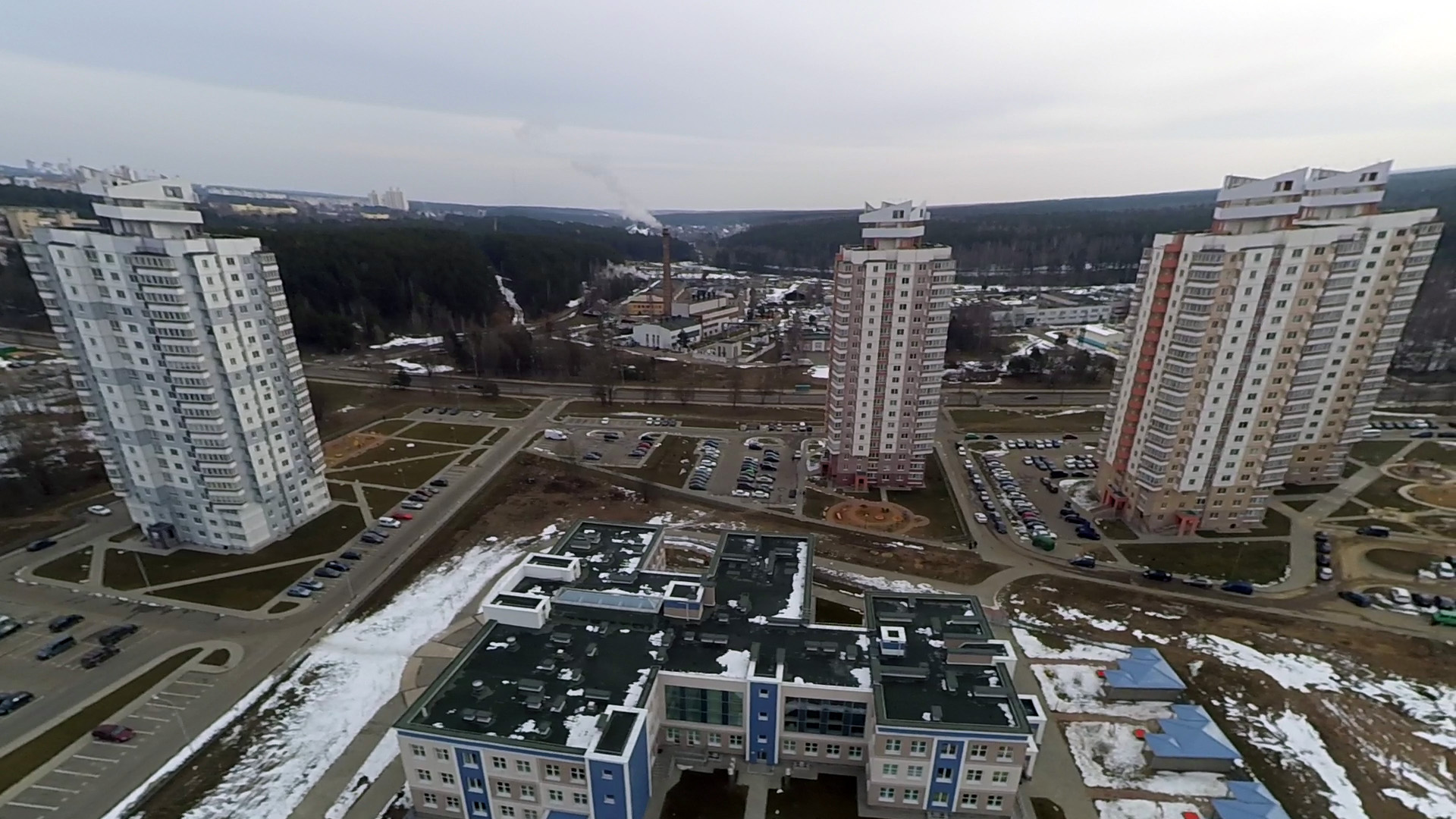